# Тарас Буљба (филм из 2009)
Тарас Буљба (рус. Тарас Бульба) је руски играни филм из 2009. године у режији Владимира Бортка. Сценарио за филм је написан по мотивима истоименог Гогољевог романа.

## Радња
Тарас Буљба је козачки атаман који има два сина. Након упада пољске војске у коме му је убијена жена и спаљено имање, Тарас Буљба окупља запорошке козаке и креће на Варшаву.

## Улоге
| Глумац               | Улога       |
| -------------------- | ----------- |
| Богдан Ступка        | Тарас Буљба |
| Владимир Вдовиченков | Остап       |
| Игор Петренко        | Андреј      |
| Магдалена Мелцарз    | Елизабета   |